# Eduardo Marques
Pour les articles homonymes, voir Marques (homonymie).
Eduardo Marques de Jesus Passos est un footballeur brésilien né le 26 juin 1976. Il est attaquant.